# Lamontville Golden Arrows Football Club
O Golden Arrows é um clube de futebol da África do Sul.Sua sede fica na cidade de Durban. A equipe compete na Campeonato Sul-Africano de Futebol (PSL).

## História
O clube foi fundado dem Lamontville, um distrito de Durban em 1943.

## Títulos
- National First Division Coastal Stream: 2000
- MTN 8: 2009